# Angiorhina puncticeps
Angiorhina puncticeps là một loài ruồi trong họ Tachinidae.